# 亞當·沃倫 (棒球員)
亞當·帕里許·沃倫（英語：Adam Parrish Warren，1987年8月25日—），為前美國職棒大聯盟的投手。生涯曾效力於洋基、小熊、水手與教士等隊。

## 職業生涯

### 芝加哥小熊
2015年12月8日，洋基隊用沃倫和一名日後指定球員向小熊隊交易史達林·卡斯楚。由於小熊隊打算讓他擔任牛棚投手，因此他先被下放3A調整。雖然他先發過一次只失一分，不過他在小熊隊的防禦率高達5.91，他也因此再次回到小聯盟。

### 重返洋基
7月25日，小熊隊將沃倫、比利·麥金尼、葛雷伯·托雷斯和Rashad Crawford交易到洋基，換取終結者阿羅魯迪斯·查普曼。沃倫在洋基的防禦率為3.29，整年他拿下7勝4敗，防禦率4.68。
2017年7月16日，沃倫因為右肩膀發炎，讓他生涯首次進入傷兵名單。

### 西雅圖水手
2018年7月30日，洋基隊將沃倫交易到水手隊，換取國際簽約金。

### 聖地牙哥教士
2019年3月1日，沃倫和教士隊簽下1年合約。然而他這年有大半時間都在傷兵名單中，整季他只出賽25場比賽，拿下4勝1敗，防禦率5.34的成績。

### 三返洋基
2019年12月18日，沃倫和洋基隊簽下小聯盟合約。雖然他在2020年7月17日被釋出，不過他在球季結束後又與洋基隊重簽小聯盟約。儘管他先前在2019年9月動了湯米·約翰手術，不過根據報導他已可在2021年開始投球。

## 技術特點
沃倫的快速球均速約當92至94英哩，經常搭配滑球、變速球使用。

## 軼事
- 沃倫在2016年季前被交易至小熊，之後的表現差強人意，導致小熊在2016年球季結束後將他再次送回洋基，重返洋基的沃倫亦重新拾回身手。此事被球迷戲稱為「只有洋基有沃倫的使用說明書」。

## 外部連結
- 球員資訊和成績在MLB ，ESPN ，Baseball Reference ，Fangraphs ，The Baseball Cube ，Baseball Reference (Minors) ，Retrosheet （英文）
- 亞當·沃倫在台灣棒球維基館上的頁面（繁體中文）